# Barbadillo (kommun)
Barbadillo är en kommun i Spanien.   Den ligger i provinsen Provincia de Salamanca och regionen Kastilien och Leon, i den centrala delen av landet, 180 km väster om huvudstaden Madrid. Antalet invånare är 456. Arean är 36 kvadratkilometer.
Terrängen i Barbadillo är platt.